# Jesús Mosterín
Jesús Mosterín (Bilbao, 24 de septiembre de 1941-Barcelona, 4 de octubre de 2017) fue un antropólogo, filósofo y matemático español cuyas aportaciones abarcan un amplio espectro del pensamiento contemporáneo. Sus reflexiones se sitúan con frecuencia entre la filosofía y la ciencia que, según él, siempre fueron simbióticas.

## Biografía
Jesús Mosterín nació en Bilbao en 1941. Estudió en España, Alemania y Estados Unidos. Obtuvo la cátedra de Lógica y Filosofía de la Ciencia en la Universidad de Barcelona. Desde 1996 fue profesor de Investigación del Instituto de Filosofía del CSIC. Ha sido miembro del Center for Philosophy of Science de Pittsburgh, miembro de la Academia Europea de Londres, del Institut International de Philosophie de París y de la International Academy of Philosophy of Science. Introdujo en España la filosofía analítica, corriente de pensamiento del siglo XX caracterizada por el estudio del lenguaje con la pretensión de resolver los problemas filosóficos mediante el análisis de los términos que intervienen en su formulación y de eliminar las ambigüedades en la ciencia y la filosofía. También ha tenido un papel esencial en la introducción y desarrollo de la lógica matemática y la filosofía de la ciencia en España y América Latina. Además de sus actividades académicas, ha desempeñado funciones editoriales en varios países, sobre todo en los grupos Salvat y Hachette. También se ha involucrado en la protección de la naturaleza y la defensa de los animales. Falleció el 4 de octubre de 2017, luego de padecer cáncer de pulmón, causado por la exposición al amianto.

## Lógica
Mosterín adquirió su formación lógica inicial en el Institut für mathematische Logik und Grundlagenforschung de la Universidad de Münster (Alemania). Escribió los primeros libros de texto modernos y rigurosos de lógica y teoría de conjuntos en español. Ha trabajado en temas de lógica de primer y de segundo orden, de teoría axiomática de conjuntos, de computabilidad y complejidad. Ha mostrado que la digitalización uniforme de cada tipo de objeto simbólico (como cromosomas, textos, imágenes, películas o composiciones musicales) puede ser considerada como la implementación de cierto sistema posicional de numeración. Este resultado proporciona un sentido preciso a la noción de que el conjunto de los números naturales constituye una biblioteca universal e incluso una base de datos universal. Además de indagar en la noción de consistencia de las teorías formales, ha analizado también el papel de la consistencia como idea reguladora del progreso de la ciencia empírica.
En el campo de la historia de la lógica, Mosterín ha efectuado la primera edición de las obras completas de Kurt Gödel en cualquier lengua. Junto con Thomas Bonk, ha editado (en alemán) una obra inédita de Rudolf Carnap sobre axiomática. También se ha ocupado de los aspectos históricos y biográficos del desarrollo de la lógica moderna, como muestra su original obra sobre las vidas de Gottlob Frege, Georg Cantor, Bertrand Russell, John von Neumann, Kurt Gödel y Alan Turing, entrelazadas con el análisis formal de sus principales contribuciones técnicas.

## Filosofía de la ciencia

### Conceptos y teorías en la ciencia
Karl Popper trató de establecer un criterio de demarcación entre ciencia y metafísica, pero el giro especulativo de una parte de la física teórica ha vuelto a embrollar la situación. Mosterín ha planteado de nuevo la cuestión de la fiabilidad que (en un momento dado) puedan tener las teorías científicas y las hipótesis y pretensiones de los investigadores. Ha establecido la distinción entre el núcleo estándar de una disciplina científica, que en un momento dado debería incluir solo las ideas fiables y empíricamente contrastadas, y la nube de hipótesis especulativas que lo rodean. Una parte del progreso teórico consistiría en la incorporación de nuevas hipótesis recién contrastadas al núcleo estándar. En este contexto, ha analizado nociones epistémicas como las de observación y detección. La observación, pero no la detección, está siempre acompañada de consciencia. La detección está mediada por instrumentos tecnológicos, cosa que solo a veces ocurre en la observación, como en el caso de la visión con gafas. Las señales recibidas por los detectores han de ser transducidas en tipos de energía directamente accesibles a nuestros sentidos. Siguiendo la senda abierta por Patrick Suppes, Mosterín ha prestado atención a la estructura de los conceptos métricos, por su indispensable papel mediador en la interfaz entre teoría y observación, donde la fiabilidad se pone a prueba. También ha hecho contribuciones al estudio de la modelización matemática y de los límites del método axiomático en la caracterización de las estructuras de la realidad. Ha subrayado la complejidad del mundo real, frente al que con frecuencia no nos queda otro camino cognitivo que el de la ciencia teórica o matematizada, consistente en elegir (en el universo conjuntista) una estructura matemática similar en algún aspecto formal relevante a la porción de la realidad que nos interese y utilizarla como una máquina conceptual para computar y dar respuestas a las preguntas que nos hacemos sobre esa parcela del mundo real. Finalmente, hay que indicar que Mosterín y Roberto Torretti han desarrollado una notable colaboración, que ha desembocado en su autoría conjunta de una singular obra de referencia, el Diccionario de Lógica y Filosofía de la Ciencia.

### Filosofía de la biología

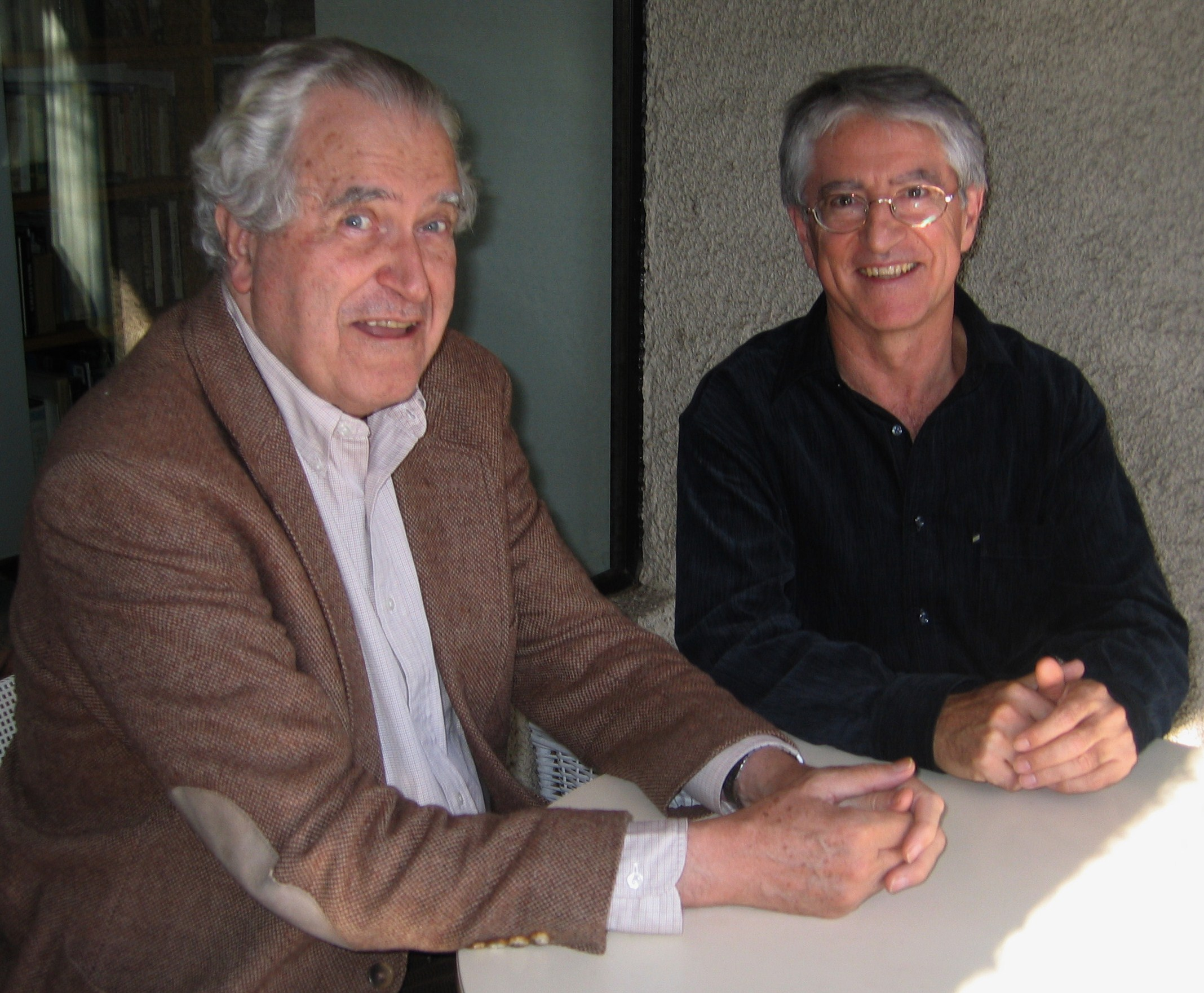
Roberto Torretti y Jesús Mosterín en Santiago (Chile) en 2004.

Además de participar activamente en las discusiones actuales sobre teoría evolutiva y genética, Mosterín también planteó cuestiones como la definición de la vida misma o la ontología de los organismos y las especies. Siguiendo los pasos de Aristóteles y Schrödinger, se pregunta: «¿qué es la vida?» Analiza y rechaza por insuficientes las definiciones propuestas, basadas en el metabolismo, la reproducción, la termodinámica, la complejidad y la evolución. Es cierto que todos los seres vivos de la Tierra comparten muchas características, desde el código genético hasta el almacenamiento de la energía en forma de moléculas de ATP, pero estos rasgos comunes meramente reflejan la herencia recibida de un ancestro común que quizá las obtuvo al azar. Desde este punto de vista, nuestra biología es la ciencia parroquial de la vida en la Tierra más bien que la ciencia universal de la vida en general. Tal biología universal no será factible hasta que no seamos capaces de detectar y estudiar formas alternativas (y seguramente muy distintas) de vida en otros rincones de la galaxia, si es que existen. Respecto a la tesis ontológica de Michael Ghiselin y David Hull sobre la individualidad de las especies biológicas, Mosterín señala que no son ni clases ni individuos en el significado habitual de estas palabras, y trata de ampliar y precisar el marco conceptual en el que se plantea el problema. En particular, muestra la equivalencia formal del enfoque conjuntista y el mereológico (basado en partes e individuos), de tal modo que cualquier tesis sobre las clases de organismos puede ser traducida en otra tesis equivalente sobre las especies como individuos, y a la inversa. Todas estas preocupaciones desembocan en su reciente filosofía de la animalidad, que combina el interés ontológico (de raíz aristotélica) por los animales como entidades individuales paradigmáticas con los resultados de la biología y la genómica actuales, proporcionando así una base sólida a la antropología, considerada como la ciencia de los primates humanos.

### Filosofía de la cosmología
El papel desempeñado por nuestra imagen científica del universo en la construcción de una cosmovisión racional siempre ha despertado el interés de Mosterín, que ha prestado especial atención al análisis epistémico de las teorías cosmológicas y a la fiabilidad de sus pretensiones teóricas. Junto con John Earman, ha llevado a cabo una revisión crítica del paradigma de la inflación cósmica. Earman y Mosterín concluyen que, a pesar de la enorme influencia que ha adquirido el paradigma inflacionario en amplios sectores de la comunidad cosmológica y a pesar del hecho de que este no contradice hecho conocido alguno, sin embargo tanto las razones teóricas como las empíricas aducidas son insuficientes para justificar su inclusión en el núcleo bien establecido del modelo estándar del big bang. Ni siquiera sabemos si el presunto campo escalar del inflatón existe o no. Mosterín ha estudiado el papel de la especulación en cosmología. En particular, ha mostrado los múltiples malentendidos que subyacen al llamado principio antrópico y al uso de explicaciones antrópicas en cosmología. Su conclusión es que “en su versión débil, el principio antrópico es una mera tautología, incapaz de explicar o predecir algo que no supiéramos ya de antemano. En su versión fuerte, es una especulación gratuita”. Mosterín también ha puesto de relieve la incorrección de las inferencias antrópicas que, de la hipótesis de una infinidad de mundos, infieren la existencia de un mundo exactamente como el nuestro: 

“La sugerencia de que una infinidad de objetos caracterizados por ciertos números o propiedades implica la existencia entre ellos de objetos con cualquier combinación de esos números o características [...] está equivocada. Una infinidad [de secuencias binarias] no implica que cualquier secuencia está presente o repetida. [...] La hipótesis de que todos los mundos posibles están realizados en un universo infinito equivale a la aserción de que cualquier conjunto infinito de números contiene todos los números (o al menos todos los números de Gödel de las secuencias que los definen), lo cual es obviamente falso. ”

## Filosofía práctica

### Teoría de la racionalidad
Kant distinguió la razón teórica de la práctica. El teórico de la racionalidad Jesús Mosterín establece una distinción paralela entre la racionalidad teórica y la práctica, aunque, según él, la razón y la racionalidad no son lo mismo: la razón sería una facultad psicológica, mientras que la racionalidad es una estrategia de optimización. Los seres humanos no son racionales por definición, aunque puedan pensar y comportarse racionalmente o no, según que apliquen o no, de modo explícito o implícito, la estrategia de la racionalidad teórica y práctica a los pensamientos que aceptan y las acciones que realizan.  La racionalidad teórica es la estrategia para maximizar el alcance y la veracidad de nuestras ideas sobre la realidad. Los criterios de aceptación racional son distintos en el caso de los enunciados analíticos o formales, dominados por la lógica, la matemática y la gramática, que en el de los sintéticos, cuya piedra de toque es la observación y el experimento. El componente formal de la racionalidad teórica se reduce en último término a la consistencia lógica; el componente material se reduce al apoyo empírico, que hace uso de nuestros mecanismos congénitos de detección e interpretación de señales. Mosterín distingue entre la creencia involuntaria e implícita, por un lado, y la aceptación voluntaria y explícita, por otro. Es a esta última a la que más propiamente se aplica la teoría de la racionalidad teórica. La racionalidad práctica es la estrategia para vivir lo mejor posible, alcanzando nuestras metas y satisfaciendo nuestras preferencias en la mayor medida posible. El componente formal de la racionalidad práctica se reduce en lo esencial a la teoría bayesiana de la decisión; el componente material está enraizado en la naturaleza humana, y así, en último término, en nuestro genoma. La racionalidad práctica requiere la ordenación de los fines y de los medios en función del conocimiento relevante previo. Por eso, la racionalidad práctica presupone la teórica, pero no a la inversa. En cualquier caso, toda evidencia racional debe considerarse como provisional y revisable.

### Ética, animales y derechos

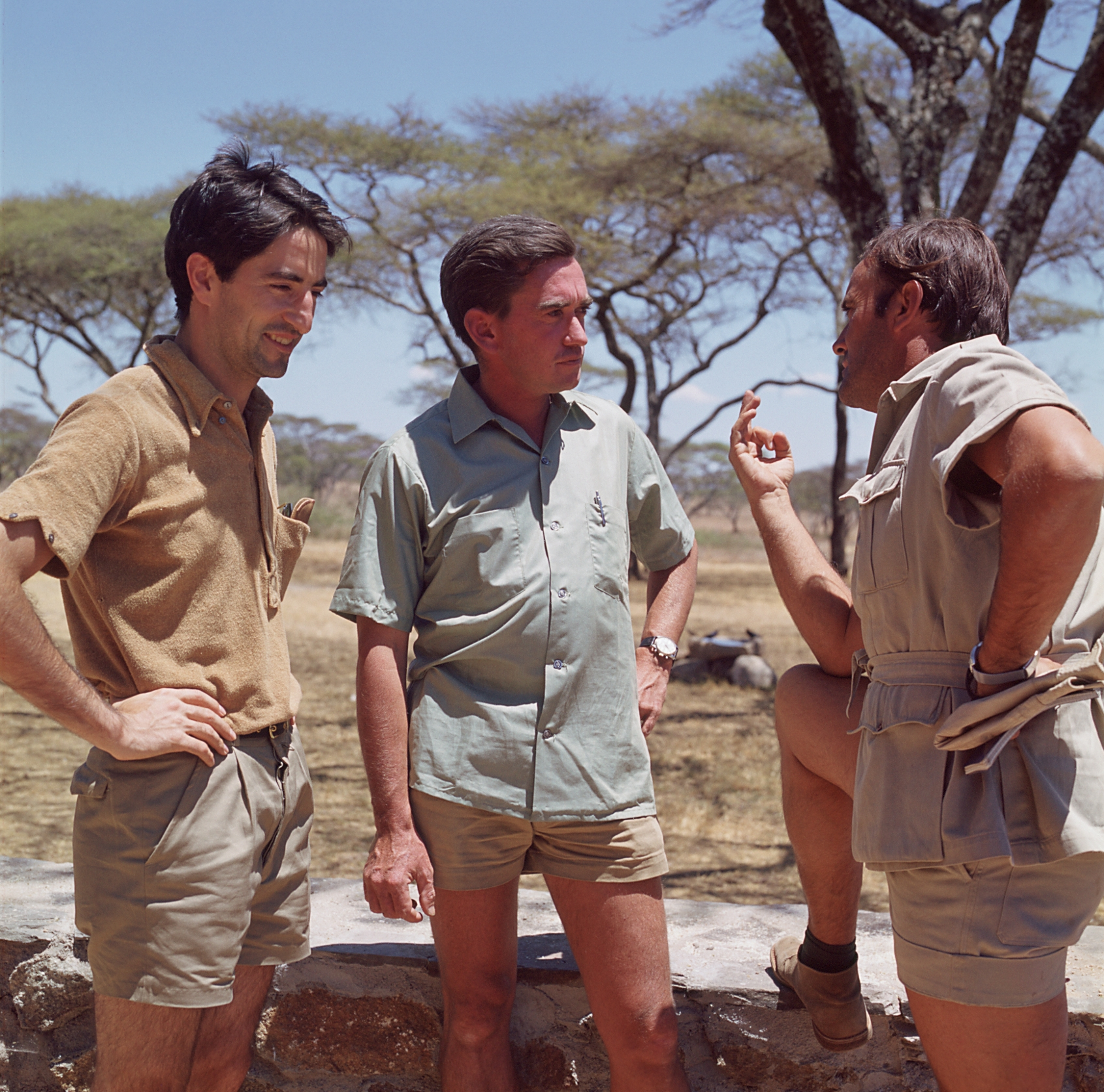
Jesús Mosterín, Hugo van Lawick y Félix Rodríguez de la Fuente en África en 1969.

El interés de Mosterín por la naturaleza silvestre lo llevó ya tempranamente a colaborar con el naturalista y documentalista Félix Rodríguez de la Fuente en el esfuerzo por extender el conocimiento y el aprecio de la naturaleza viva y en especial de los animales salvajes, que culminó en la publicación de la enciclopedia Fauna. Mosterín se ha manifestado repetidamente en contra de las corridas de toros y el maltrato animal. Ha contribuido decisivamente al debate que condujo a la abolición de las corridas de toros en Cataluña en 2010. Posteriormente ha publicado varios escritos en los que analiza y critica la tauromaquia y refuta y desmonta los argumentos esgrimidos en su defensa. Como presidente honorario del Proyecto Gran Simio en España, ha colaborado con Peter Singer en la promoción de derechos legales para los homínidos no humanos (chimpancés, bonobos, gorilas y orangutanes). Mientras se opone frontalmente a la crueldad con los animales, Mosterín adopta una postura realista y multidimensional en las controversias sobre el uso de animales en campos más complejos, como la investigación o la alimentación. Piensa que la tarea moral urgente consiste en acabar con las formas más atroces de maltrato, incluyendo la ganadería intensiva que impide una vida conforme a las pautas de conducta genéticamente preprogramadas de los animales involucrados, así como con las artes más crueles y destructivas de la pesca. En la medida en que se siga comiendo carne, especula que en el futuro los filetes podrían obtenerse por cultivo in vitro a partir de células madre.
En cuanto filósofo moral, Mosterín no acepta la existencia de derechos naturales, intrínsecos o metafísicos (ni humanos ni de los animales en general), pero piensa que una sociedad políticamente organizada puede crear los derechos que considere oportunos a través de la acción legislativa del Parlamento, y que a veces conviene hacerlo a fin de evitar sufrimientos y desgracias innecesarias. Siguiendo a Hume y a Darwin, y tomando en cuenta los resultados de Rizzolatti sobre las neuronas espejo, Mosterín considera que nuestra capacidad congénita para la compasión, reforzada por el contacto, el conocimiento y la empatía, constituyen una base más sólida para el respeto moral de los animales no humanos que la mera y abstracta apelación a derechos intrínsecos inverificables. Ello encaja con la relevancia que atribuye a las emociones morales (como la compasión) en la ética, en parte comparable al papel desempeñado por las percepciones en la ciencia empírica.

### Filosofía política
La moderna democracia liberal es un compromiso entre los ideales de la libertad y la democracia. Mosterín subraya sus diferencias: la libertad se reduce a hacer lo que yo quiero; la democracia, a hacer lo que quieren (la mayoría de) los demás. Rechazando como confusa la noción metafísica de libre albedrío, centra su atención en la libertad política, es decir, la ausencia de coerción o interferencia de otros en mis propias decisiones personales. Debido a las tendencias a la violencia y la agresividad que a veces acechan en la naturaleza humana, la vida social pacífica y fecunda, así como la preservación del medio ambiente y la naturaleza silvestre, requieren ciertas limitaciones a la libertad individual, pero cuanto menores sean tales limitaciones, tanto mejor. En especial, no hay razón alguna para recortar las libertades individuales, como la libertad de lengua, de religión, de costumbres o de viajes, en nombre de alguna entidad estadística hipostasiada, como la nación, la iglesia o el partido. Desde este punto de vista, Internet es un modelo mucho más atractivo que los obsoletos estados nacionales o los movimientos nacionalistas. Mosterín piensa que el estado nación es incompatible con el pleno desarrollo de la libertad, cuyo florecimiento requiere la reorganización del sistema político mundial en un sentido cosmopolita. En concreto, sugiere un mundo sin estados nacionales, organizado territorialmente en pequeños cantones autónomos pero no soberanos, sin ejército y sin poder para frenar la libre circulación de personas, ideas y mercancías, complementado por el establecimiento de fuertes organizaciones mundiales, empezando por un sistema global de justicia que vele por los derechos humanos en el mundo entero.

## Antropología

### Naturaleza humana
En el siglo XXI ha tenido lugar un renacimiento de la idea de naturaleza humana en autores como Edward O. Wilson, Steven Pinker y Jesús Mosterín. El desciframiento de la secuencia completa del genoma humano y la investigación en marcha sobre las funciones de los genes y de las secuencias reguladoras, junto con los avances en la exploración del cerebro, han arrojado nueva luz y significación sobre esta clásica noción, que de nuevo ocupa el centro de la reflexión antropológica. Según Mosterín, la naturaleza de una especie está inscrita en su genoma; la naturaleza del Homo sapiens, en su acervo genético; y la naturaleza individual de un humano, en los cromosomas de sus propias células. La naturaleza humana tiene una estructura estratificada y (hasta cierto punto) recapitula la historia evolutiva del linaje humano. Los estratos más hondos y antiguos representan las funciones vitales comunes a todos los seres vivos de nuestro planeta. Capas subsiguientes reflejan novedades posteriores. Los estratos más nuevos están dedicados a las adquisiciones más recientes de nuestro linaje, como el bipedismo, la pinza de precisión de la mano, el córtex cerebral grande y el lenguaje y otros procesos cognitivos recursivos o abstractos. Mosterín se ha ocupado de los métodos y criterios para distinguir entre los aspectos naturales y culturales de las capacidades y conductas observadas; también ha analizado y precisado los fundamentos teóricos de la antropología. Armado con este utillaje conceptual, ha intervenido en la discusión y clarificación de cuestiones bioéticas controvertidas, como la investigación con células madre embrionarias, el control de la natalidad, el aborto y la eutanasia, adoptando siempre el punto de vista científico y tomando partido a favor de la libertad humana.

### Cultura humana
Con base en los avances en la comprensión del fenómeno cultural aportada por la antropología cultural, la arqueología y la biología, Mosterín ha desarrollado una rigurosa filosofía de la cultura que se plantea directamente preguntas clave como qué es la cultura, dónde está y cómo evoluciona en el tiempo. Tanto la naturaleza humana como la cultura humana son información, pero se diferencian por la manera como se transmiten: mientras la información natural se transmite genéticamente y está codificada en el genoma, la información cultural se transmite por aprendizaje social y está codificada en el cerebro. Solo los individuos tienen cerebro y por tanto solo ellos poseen cultura. La alusión a culturas colectivas ha de ser entendida como un artefacto estadístico que nos permite hablar a la vez sobre una pluralidad de culturas individuales. El conjunto de los trozos elementales de cultura (también llamados memes, rasgos culturales o variantes culturales), codificados en los circuitos neurales de la memoria a largo plazo del individuo, constituye la cultura de ese individuo en un momento dado (la referencia al tiempo es imprescindible, pues la cultura individual está cambiando constantemente; cada día aprendemos algo y olvidamos algo). La noción de cultura colectiva (o grupal o tribal o nacional) se emplea de modos distintos en los diversos contextos del lenguaje cotidiano y del científico. Correspondiendo a esos diversos usos, Mosterín define varios conceptos precisos de cultura colectiva, que van desde el acervo cultural (la unión conjuntista de las culturas de todos los miembros del grupo) hasta la cultura unánime (la intersección de todas esas culturas). En 2009, Mosterín completó un análisis minucioso de las fuerzas que determinan el cambio cultural, prestando especial atención a la reciente aceleración de ese cambio por influencia de Internet y otros factores de la tecnología de la información. Califica a Internet del reino de la libertad y considera que la preservación de la libertad y la eficiencia de la red es esencial para el futuro progreso de la cultura humana.

## Historia de la filosofía
Admirador de la frescura y claridad de la Historia de la Filosofía Occidental, de Bertrand Russell, cuyo prólogo compuso, y crítico de algunos de sus defectos, Mosterín ha emprendido el ambicioso plan de escribir una historia universal del pensamiento, no solo del occidental, sino también del asiático e incluso del arcaico. Su serie de libros sobre la Historia del pensamiento trata de cubrir las principales tradiciones intelectuales desde un enfoque interdisciplinario que presenta simultáneamente los desarrollos contemporáneos en la filosofía, la ciencia y la ideología, siempre dentro de su contexto social pero sin intentar reducirlos a él. El análisis de las ideas es crítico y sin tapujos, pero claro y riguroso. Además, el autor se preocupa por la corrección lógica de los argumentos ofrecidos y no vacila en exponer sus fallos.
Algunos de los libros más conocidos de la serie están dedicados, por ejemplo, al pensamiento arcaico, Aristóteles y la filosofía de la India. El análisis de las contribuciones intelectuales de Mesopotamia, documentadas en los textos cuneiformes, forma el eje de la exposición del pensamiento arcaico. Aristóteles es presentado no solo como filósofo, sino también como científico seminal y fundador de varias disciplinas, insistiendo sobre todo en sus estudios sobre el lenguaje y en su interés por los animales. El volumen sobre la India, además de cubrir la lingüística y la matemática, contiene una presentación compacta de las principales escuelas filosóficas, desde las Upanishad, pasando por los desarrollos jainas y budistas, hasta el Advaita Vedanta de Shankara, que obviamente atrae al autor.
Las tres obras más recientes de la serie, dedicadas a los judíos, los cristianos y los musulmanes, tratan de las diversas tradiciones del monoteísmo. 
La tradición judía es presentada como la fuente de las otras dos, consideradas como herejías o desarrollos suyos. Los mitos hebreos son tratados sin miramientos, pero el autor muestra una transparente simpatía por los grandes pensadores judíos, como Maimónides, Spinoza y Einstein.
El libro sobre los cristianos es el más amplio de la serie. Jesús es presentado como un típico judío. La mayor parte de las ideas cristianas originales proceden de Pablo de Tarso, no de Jesús. Tras la conversión de Constantino, las discusiones teológicas sobre temas tales como la Santísima Trinidad con frecuencia fueron zanjadas por la fuerza. En este libro se analizan las contribuciones intelectuales de los principales pensadores cristianos, como Agustín de Hipona, Tomás de Aquino y Lutero y los grandes procesos históricos, tales como las cruzadas, las universidades, la Reforma y la Contrarreforma. Se dedica menos atención a los dos últimos siglos, pues Mosterín piensa que en este periodo el cristianismo se ha desacoplado completamente del pensamiento vivo científico y filosófico, por lo que las ideas cristianas han perdido toda vigencia y relevancia.
La obra dedicada al islam repasa críticamente la formación del Corán, de la ley (sharía), la teología, la mística, la filosofía y la ciencia islámica, prestando especial atención a los grandes pensadores del periodo de esplendor (entre los siglo VIII y XII), como Avicena, Averroes, Omar Jayam y Al-Juarismi. El tratamiento contemporáneo es más somero, pero analiza la encrucijada actual del islamismo y llega hasta las revoluciones árabes de 2011.

## Obras
- "El Derecho de los animales" (2015), (colectivo coord. Basilio Baltasar), Cátedra de Estudios Iberoamericanos Jesús Polanco, ISBN 978-84-16402-21-2
- El triunfo de la compasión: Nuestra relación con los otros animales. Madrid: Alianza Editorial, 2014. 354 pp. ISBN 978-84-206-8465-9.
- Ciencia, filosofía y racionalidad. Barcelona: Gedisa Editorial, 2013. 358 pp. ISBN 978-84-9784-776-6.
- El reino de los animales. Madrid: Alianza Editorial, 2013. 403 pp. ISBN 978-84-206-7450-6.
- El islam: Historia del pensamiento. Madrid: Alianza Editorial, 2012. 403 pp. ISBN 978-84-206-6991-5.
- Epistemología y racionalidad (3ª edición ampliada y corregida). Lima: Fondo Editorial UIGV, 2011. 376 pp. ISBN 978-612-4050-16-9.
- A favor de los toros. Pamplona: Editorial Laetoli, 2010. 120 pp. ISBN 978-84-92422-23-4.
- Diccionario de Lógica y Filosofía de la Ciencia (escrito con Roberto Torretti, segunda edición  ampliada). Madrid: Alianza Editorial, 2010. 690 pp. ISBN 978-84-206-8299-0.
- Naturaleza, vida y cultura. Lima: Fondo Editorial UIGV, 2010. 160 pp. ISBN 978-612-4050-12-1.
- Los cristianos: Historia del pensamiento. Madrid: Alianza Editorial, 2010. 554 pp. ISBN 978-84-206-4979-5
- La cultura humana. Madrid: Espasa-Calpe, 2009. 404 pp. ISBN 978-84-670-3085-3.
- La cultura de la libertad. Madrid: Espasa-Calpe, 2008. 304 pp. ISBN 978-84670-2697-9.
- Lo mejor posible: Racionalidad y acción humana. Madrid: Alianza Editorial, 2008. 318 pp. ISBN 978-84-206-8206-8.
- La naturaleza humana (nueva edición de bolsillo, corregida y renovada, en la colección Austral). Madrid: Espasa Calpe, 2008. ISBN 978-84-670-2813-3.
- Los lógicos (nueva edición de bolsillo, corregida y renovada, en la colección Austral). Madrid: Espasa Calpe, 2007. 418 pp. ISBN 978-84-670-2507-1.
- Helenismo: Historia del pensamiento. Madrid: Alianza Editorial, 2007. ISBN 978-84-206-6187-2.
- India: Historia del pensamiento. Madrid: Alianza Editorial, 2007. 260 pp. ISBN 978-84-206-6188-9.
- China: Historia del pensamiento. Madrid: Alianza Editorial, 2007. 282 pp. ISBN 978-84-206-6187-2.
- [Edición corregida y ampliada de] Kurt Gödel, Obras completas. Madrid: Alianza Editorial, 2006. 470 pp. ISBN 84-206-4773-X.
- Ciencia viva: Reflexiones sobre la aventura intelectual de nuestro tiempo (2ª edición corregida y ampliada).  Madrid: Espasa-Calpe, 2006. 386 pp. ISBN 84-670-2355-4.
- Crisis de los paradigmas en el siglo XXI. Coedición de la Universidad Inca Garcilaso y de la Universidad Enrique Guzmán. Lima, 2006. ISBN 9972-888-38-X.
- La naturaleza humana. Madrid: Espasa-Calpe, 2006. 418 pp. ISBN 84-670-2035-0.
- El pensamiento arcaico. Madrid: Alianza Editorial, 2006. 285 pp. ISBN 84-206-5833-2.
- La Hélade. Madrid: Alianza Editorial, 2006. 292 pp. ISBN 84-206-5833-2.
- Aristóteles. Madrid: Alianza Editorial, 2006. 378 pp. ISBN 84-206-5836-0.
- Los judíos. Madrid: Alianza Editorial, 2006. 305 pp. ISBN 84-206-5837-5.
- Diccionario de Lógica y Filosofía de la Ciencia (escrito con Roberto Torretti). Alianza Editorial, Madrid 2002. 670 pp. ISBN 84-206-3000-4.
- Teoría de la Escritura (2ª edición). Icaria Editorial. Barcelona 2002. 384 pp. ISBN 84-7426-199-6.
- Filosofía y ciencias. Lima: Fondo Editorial UIGV y Editorial de la Universidad P. A. Orrego, 2002. 156 pp. ISBN 9972-888-04-5.
- Ciencia viva: Reflexiones sobre la aventura intelectual de nuestro tiempo. Madrid: Espasa-Calpe, 2001. 382 pp. ISBN 84-239-9765-0.
- Conceptos y teorías en la ciencia (3ª edición, ampliada y renovada). Madrid: Alianza Editorial, 2000. 318 pp. ISBN 84-206-6741-2.
- [Edición original de] Rudolf Carnap, Untersuchungen zur allgemeinen Axiomatik (editado con Thomas Bonk). Darmstadt: Wissenschaftliche Buchgesellschaft, 2000. 166 pp. ISBN 3-534-14298-5.
- Los Lógicos. Madrid: Espasa-Calpe, 2000. 324 pp. ISBN 84-239-9755-3.
- ¡Vivan los animales! Madrid: Editorial Debate, 1998. 391 pp. ISBN 84-8306-141-4.
- Los derechos de los animales. Madrid: Editorial Debate, 1995. 111 pp. ISBN 84-7444-857-3.
- El pensamiento de la India. Barcelona: Salvat Editores, 1982. 65 pp. ISBN 84-345-7864-6.
- Ortografía fonémica del español. Madrid: Alianza Editorial, 1981. 205 pp. ISBN 84-206-2303-2.
- Un cálculo deductivo para la lógica de segundo orden. Valencia: Cuadernos Teorema, 1979. 52 pp. ISBN 84-370-0100-5.
- Racionalidad y acción humana. Madrid: Alianza Editorial, 1978, 1987. 199 pp. y 218 pp. ISBN 84-206-2223-0.
- Teoría axiomática de conjuntos. Barcelona: Ariel, 1971, 1980. 141 pp. ISBN 84-344-1003-6.
- Lógica de primer orden. Barcelona: Ariel, 1970, 1976, 1983. 141 pp. ISBN 84-344-1003-6.